# Walter Maidstone
Walter Maidstone (auch Walter of Maidstone) († 28. März 1317) war ein englischer Geistlicher. Ab 1313 war er Bischof von Worcester.

## Herkunft und Ausbildung
Die Herkunft und Familie von Walter Maidstone ist unbekannt. Vermutlich stammte er aus Maidstone in Kent, wo er 1306 als Leiter des Hospital of St Peter and St Paul tätig war. 1312 ernannte ihn Papst Clemens V. zum Rektor des Hospitals. Er hatte vermutlich in Oxford studiert und vor 1309 einen Abschluss als Magister gemacht.

## Aufstieg als Geistlicher
Wahrscheinlich war Maidstone der Master Walter de Maidstone, der 1301 zum Haushalt von Erzbischof Robert Winchelsey gehörte. Am 14. Oktober 1301 erhielt Maidstone die Erlaubnis des Königs, zusammen mit Walter Langton, Bischof von Coventry und Lichfield nach Rom zu reisen. Eine erneute Reise nach Rom wurde ihm am 20. Januar 1303 erlaubt. In Rom gewann er die Gunst von Bertrand de Got, dem damaligen Erzbischof von Bordeaux und späteren Papst Clemens V. Als erste Pfründe hatte Maidstone die Pfarrei von Bucknall in Staffordshire erhalten, doch bereits vor 1306 war er Inhaber von sechs Rektoraten, obwohl er noch nicht zum Priester geweiht worden war. Als ihm dazu noch das Amt des Rektors von Reculver in Kent verliehen werden sollte, kam es zu einem Prozess vor der Kurie, da Erzbischof Winchelsey Simon of Faversham als Rektor bevorzugte. Nach einem langwierigen Prozess musste Maidstone auf seinen Anspruch auf Reculver verzichten. 1310 stand Maidstone im Dienst von John Hastings, 1. Baron Hastings, der als Seneschall der Gascogne diente. Diese Beziehung oder die Gunst von Clemens V. erklären, warum Maidstone eine Pfründe im südfranzösischen Auch erhielt. 1310 bat sein Dienstherr Baron Hastings darum, dass Maidstone ein Amt als Kanoniker am York Minster bekommen solle. Doch obwohl der Papst dieser Ämterhäufung zustimmte, wurde Maidstone weder in York noch an einer anderen englischen Kathedrale je Kanoniker. 1311 diente Maidstone als königlicher Beamter und soll dabei am 27. September 1311 die sogenannten Ordinances vor der St Paul’s Cathedral in London verkündet haben. Zusammen mit Stephen Bigod sandte ihn König Eduard II. im März 1312 zur Kurie nach Avignon. Im Januar 1313 reiste er mit Sir John Cromwell erneut nach Avignon, um sich für den Kleriker John Sandale einzusetzen, der wenig später zum königlichen Kanzler ernannt wurde.

## Bischof von Worcester

### Ernennung zum Bischof von Worcester
Nach dem Tod von Erzbischof Winchelsey 1313 konnte der König durchsetzen, dass sein Kandidat Walter Reynolds, der bisherige Bischof von Worcester, am 1. Oktober 1313 von Papst Clemens V. zum neuen Erzbischof von Canterbury ernannt wurde. Maidstone, der sich im Auftrag des Königs bei der Kurie für Reynolds eingesetzt hatte, erreichte auch, dass er am selben Tag zum Bischof der nun vakanten Diözese Worcester ernannt wurde. Am 7. Oktober wurde er in Avignon zum Bischof geweiht, angeblich von Kardinal Béranger Frédol. Im Februar 1314 kehrte Maidstone nach England zurück, wobei er für Erzbischof Reynolds das päpstliche Pallium sowie die Erlaubnis mitbrachte, sich für drei Jahre in seiner Diözese vertreten lassen zu dürfen. In Canterbury gelobte er dem Erzbischof Gehorsam, und am 17. Februar wurden ihm die Temporalien der Diözese Worcester übergeben.

### Wirken als Bischof
Als Bischof begann Maidstone eine Visitation seiner Diözese, wobei er diese teils von Vertretern durchführen ließ. Diese Visitation wurde im Mai 1314 unterbrochen, als der König ihn kurzzeitig nach London berief. Ende Mai setzte er die Visitation fort. Im Auftrag des Papstes sollte Maidstone 1314 dazu mit im Streit zwischen dem Dominikanerorden in Oxford und der Universität Oxford vermitteln, in dem es über das Recht zur Zulassung zu theologischen Abschlussprüfungen ging. Trotz Maidstones Bemühungen weigerten sich die Dominikaner jedoch, eine Anfang 1314 vereinbarte Regelung zugunsten der Universität anzuerkennen, so dass sich der Streit bis 1320 hinzog. Erst dann konnten die Dominikaner gezwungen werden, die Rechte der Universität anzuerkennen. Im Mai 1314 besiegelte Maidstone mit einem Brief mehrerer Bischöfe an John de Warenne, 7. Earl of Surrey. Warenne versuchte, seine Ehe mit Joan de Bar annullieren zu lassen, doch die Bischöfe forderten ihn stattdessen auf, seine Beziehung zu seiner langjährigen Mätresse Maud Nereford zu beenden. Am 1. September 1314 brach Maidstone nach York auf, wohin sich Eduard II. nach der verheerenden Niederlage in der Schlacht von Bannockburn zurückgezogen hatte. Im Oktober kehrte er bereits in seine Diözese zurück, wobei ihm der König in der Folge mit verschiedenen Aufgaben betraute. Im Frühjahr und Sommer 1315 führte Maidstone eine Visitation der Klöster seiner Diözese, dazu weihte er über 40 Kirchen, die bislang keine offizielle Weihe erhalten hatten. Im selben Jahr wurde er in einen Streit zwischen den Erzbischöfen Walter Reynolds von Canterbury und William Greenfield von York verwickelt. Greenfield beanspruchte, dass ihm als Zeichen seines Status als Metropolit von York auch in der Kirchenprovinz Canterbury ein Kreuz vorangetragen werden dürfe. Als Greenfield im Sommer 1315 zu dem ihm gehörenden Gut von Churchdown in Gloucestershire reisen wollte, wollte er mit vorangetragen Kreuz das Gebiet der Diözese Worcester, das zur Kirchenprovinz Canterbury gehörte, durchqueren. Erzbischof Reynolds erhob dagegen scharfen Protest und erlaubte Maidstone, gegebenenfalls Kirchenstrafen gegen Greenfield oder dessen Gefolge zu verhängen. Mit beträchtlichem Aufwand folgte Maidstone dem Zug des bei der Bevölkerung beliebten Greenfield, wobei er tatsächlich Kirchenstrafen selbst gegen diejenigen verhängte, die unterwegs den Segen des Erzbischofs erhalten hatten.
Während seiner Aufenthalte in Avignon hatte sich Maidstone 3000 Florin leihen müssen. Als Bischof beauftragte er Adam Murimuth und den Kaufmann Andrea Sapiti aus Florenz, der ihm als Vertreter in Avignon diente, 500 Florin an die päpstliche Kurie zu zahlen. Diese hohen Schulden führten dazu, dass er als Bischof ständig in finanziellen Nöten war und sich für die Bewirtschaftung seiner Güter von seinem mutmaßlichen Verwandten Robert Maidstone, einem Kanoniker aus Chichester, und von einem Kaufmann aus London weiteres Geld leihen musste. Anfang 1317 sandte ihn der König als Gesandten ins Ausland, weshalb Maidstone am 17. Januar drei Generalvikare als seine Vertreter ernannte. Während dieser Reise starb er an einem unbekannten Ort, wobei die Nachricht von seinem Tod bereits zehn Tage später, am 7. April Worcester erreichte.

## Bewertung
Maidstone wurde von den Chronisten ungewöhnlich negativ geschildert. Adam Murimuth behauptete, dass Maidstone wegen seines unmoralischen Verhaltens und seiner unpassenden Vertrautheit mit Papst Clemens V. in ganz England berüchtigt war. Diese Verleumdung kann nicht nur mit Neid erklärt werden, denn Murimuth stand mehrere Jahre lang im Dienst von Maidstone, war auch längere Zeit in Avignon gewesen und hatte im September 1315 als Dank von Maidstone eine jährliche Pension von fünf Mark erhalten. Auch der Verfasser der Westminster Flores bezichtigt Maidstone unmoralischen Verhaltens. Papst Clemens V. förderte tatsächlich Freunde und Bekannte, doch wegen einer Krankheit lebte er auch zurückgezogen, und über ihn wurden oft falsche Gerüchte verbreitet.